# Santo Domingo (provins)
Santo Domingo är en provins i södra Dominikanska republiken, med kust mot Karibiska havet. Den har 1 817 754 invånare (2002) på en yta av 1 299,72 km². Provinsen ingick tidigare i distriktet Distrito Nacional, men detta delades den 16 oktober 2001 upp i det nuvarande distriktet Distrito Nacional, vilket består av den centrala delen av staden Santo Domingo, samt provinsen Santo Domingo, som omfattar stadens yttre områden och närmaste omgivning. Distriktet och provinsen utgör regionen Distrito Nacional, inte att förväxlas med distriktet med samma namn. Provinsens administrativa säte är beläget i kommunen Santo Domingo Este.

## Administrativ indelning
Provinsen är indelad i sju kommuner:
- Boca Chica, Los Alcarrizos, Pedro Brand, San Antonio de Guerra, Santo Domingo Este, Santo Domingo Norte, Santo Domingo Oeste